# Laena lianhua
Laena lianhua (лат.) — вид жуков-чернотелок рода Laena из подсемейства мохнатки (Lagriinae, Tenebrionidae). Юго-Восточная Азия. Назван по месту обнаружения (Lianhua Forest Park, провинция Цзянси).

## Распространение
Юго-Восточная Азия: Китай, провинция Цзянси (15 км ю.-в. Jiujiang, Lianhua Forest Park).

## Описание
Мелкие бескрылые жуки-чернотелки, длина тела 5,8 мм, спинная поверхность темно-коричневая без металлического отблеска. L. brunkei сходен с видами L. hlavaci Schawaller, 2008, также из Цзянси такие признаки как: форму бёдер, дорсальную прямостоячую волосистость и неширокие боковые края переднеспинки, но у L. lianhua надкрылья шире, переднеспинка также шире с более густой пунктировкой, а вершина эдеагуса более длинная и узкая. Вид был впервые описан в 2023 году немецкими колеоптерологами Вольфгангом Шваллером (Dr. Wolfgang Schawaller) и Aron Bellersheim (Staatliches Museum für Naturkunde, Штутгарт, Германия).